# 周士庄镇
周士庄镇，是中华人民共和国山西省大同市云州区下辖的一个乡镇级行政单位。

## 行政区划
周士庄镇下辖以下地区：
周士庄村、牛家堡村、罗卜庄村、路家庄村、王千户村、二十里铺村、三十里铺村、四十里铺村、五十里铺村、后铺村、三条涧村、三府坟村、陈家堡村、石仁村、东水峪村、西水峪村、散岔村、驾遇造村、孟家造村、遇驾山村、上庄村、南庄村和西羊坊村。